# Etiquette (nyomdászat)

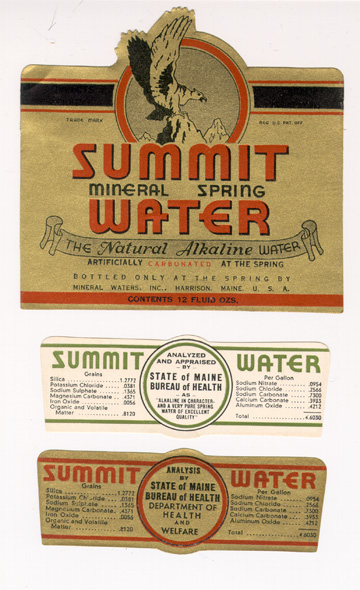
Üvegcímkék 1930-ból

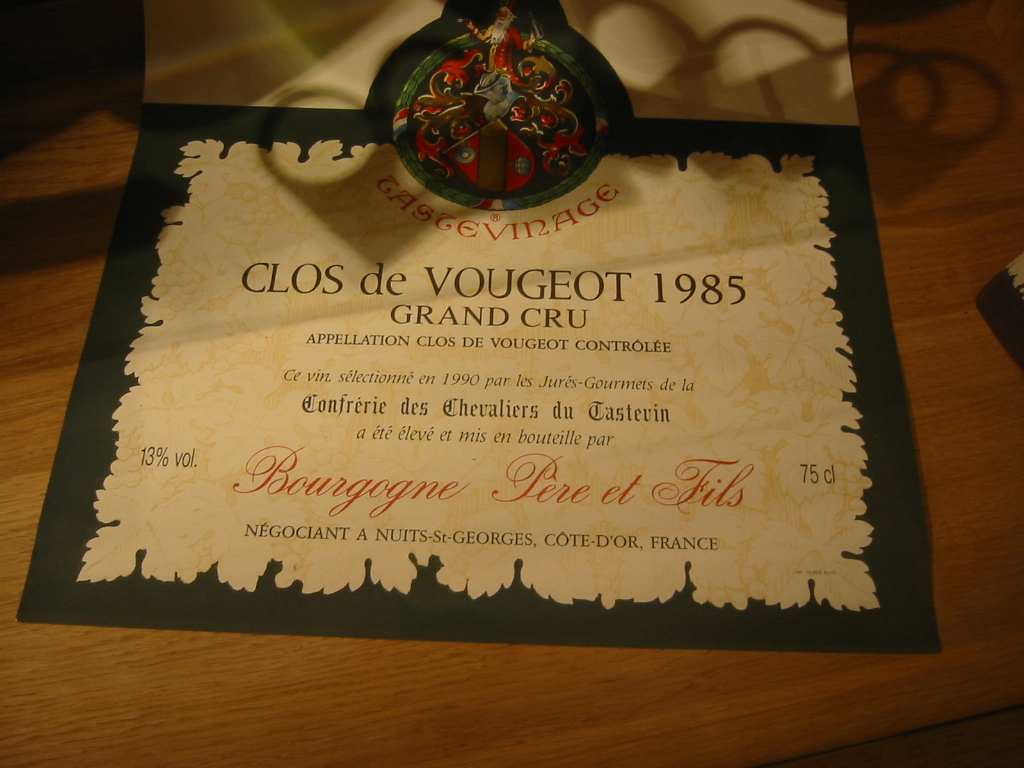
Bor-címke

Az etiquette francia eredetű szó, eredeti jelentése felirat, címke, cédula, szótári alakja: étiquette f.
A nyomdászatban az etiquette-et árukra, üvegekre ragasztották. Célja kettős volt: egyrészt esztétikai célokat szolgált, másrészt ezzel jelölték a minőséget és az áruszállító céget.
Kezdetben az etiquette-ekre tintával írták rá az információkat. Ez azonban nem állt ellen a külső hatásoknak (például a savaknak, a bázisoknak, az olajnak, a víznek), így a cédulát enyvvel (más esetben paraffinnal), majd színtelen gyanta-mázzal vonták be.
Tekercses etiquette címke

Amikor etikett címkét emlegetünk akkor, a szabványos ragasztós matrica-médiáról beszélünk. Minden címkének van valamilyen ragasztója, és közvetlenül az eszközre, termékekre vagy felületre kell alkalmazni. A tekercses etikett címkék messze a legelterjedtebb vonalkódmédiák a tervezés és a nyomtatás egyszerűsége, valamint az eszközhöz való könnyű illesztés miatt. A tekercses etikett címkék széles mérettartományban és ragasztóanyag-típusokban léteznek, hogy szinte bármilyen környezetbe illeszkedjenek. 
A vonalkódokat a kiskereskedelmi termékektől, a raktárakon át akár a kórházi betegekig nyomon követik. Az alkalmazás megfelelő médiájának kiválasztása nehéz feladat lehet az alapanyag, a ragasztó és a méret opciók miatt. Bár egy papírcímke tökéletesen működik egy szabványos termékcímkénél, rosszul működik olyan alkalmazásban, ahol megpróbál címkézni egy olyan eszközt, mint például egy jármű. Egy ilyen felhasználásra a rugalmasabb műanyag címke jobban teljesítene. Ezenkívül habár néha a tekercses címkék nem a legmegfelelőbb választás az adott feladat megoldásához, például a csuklópántos betegek nyomon követése esetén.